# Campanophyllum
Campanophyllum — рід грибів родини ципеллові (Cyphellaceae). Назва вперше опублікована 2003 року.

## Класифікація
До роду Campanophyllum відносять 1 вид:
- Campanophyllum proboscideum